# Japalura hamptoni
Espèce
Japalura hamptoni est une espèce de sauriens de la famille des Agamidae.

## Répartition
Cette espèce est endémique de Birmanie.

## Étymologie
Cette espèce est nommée en l'honneur d'Herbert Hampton.

## Publication originale
- Smith, 1935 : The fauna of British India, including Ceylon and Burma. Reptiles and Amphibia. Vol. II. Sauria. Taylor and Francis, London, p. 1-440.